# Bârzava
Die Bârzava (rumänisch; serbisch Brzava/Брзава, ungarisch Berzava, deutsch Bersau) ist ein Fluss in Rumänien und Serbien. Der Fluss hat eine Länge von 166 km und durchquert die rumänischen Kreise Caraș-Severin und Timiș sowie die serbische Provinz Vojvodina. Die Bârzava mündet in die Temesch.

## Beschreibung

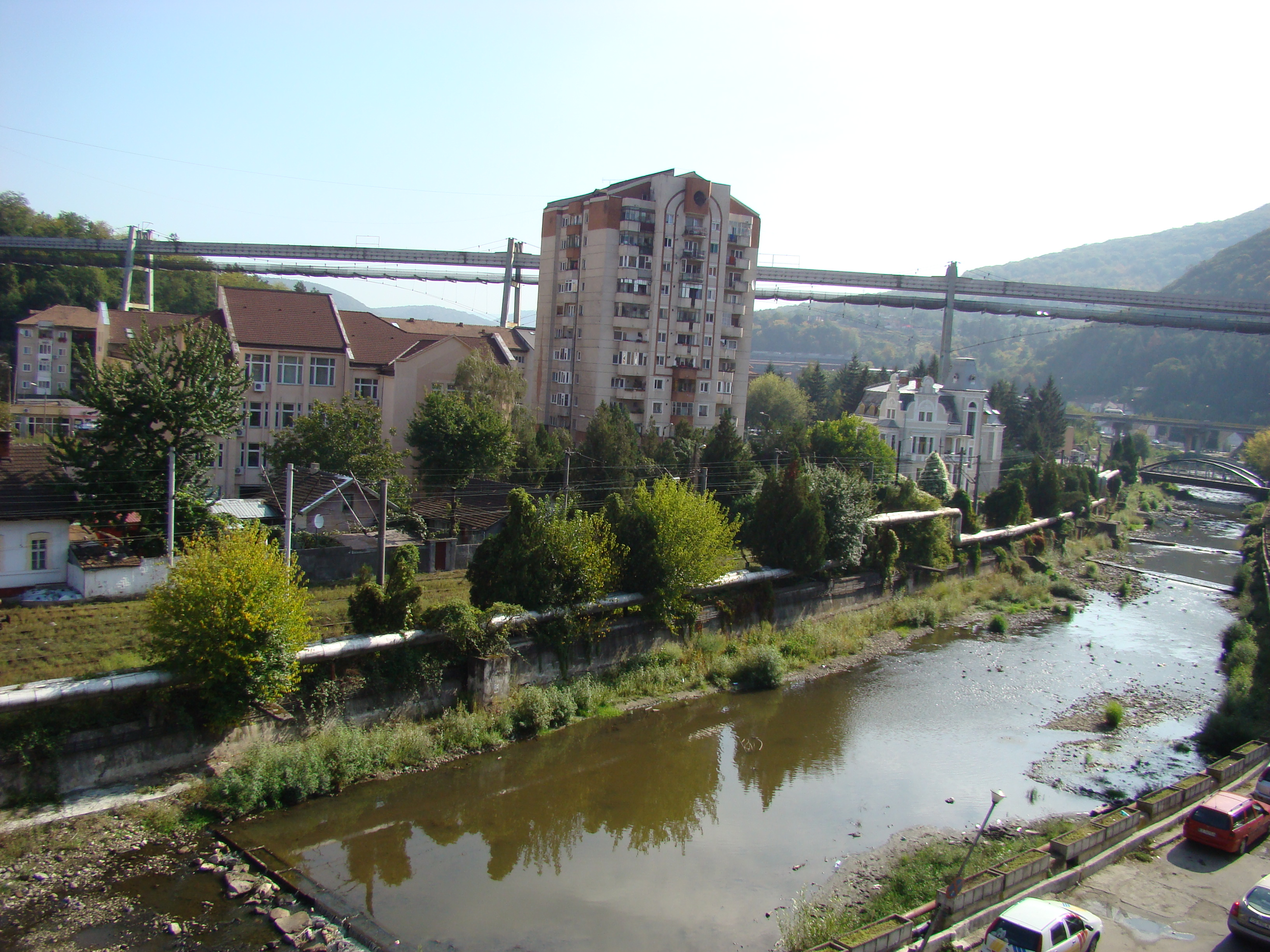
Die Bârzava in Reșița

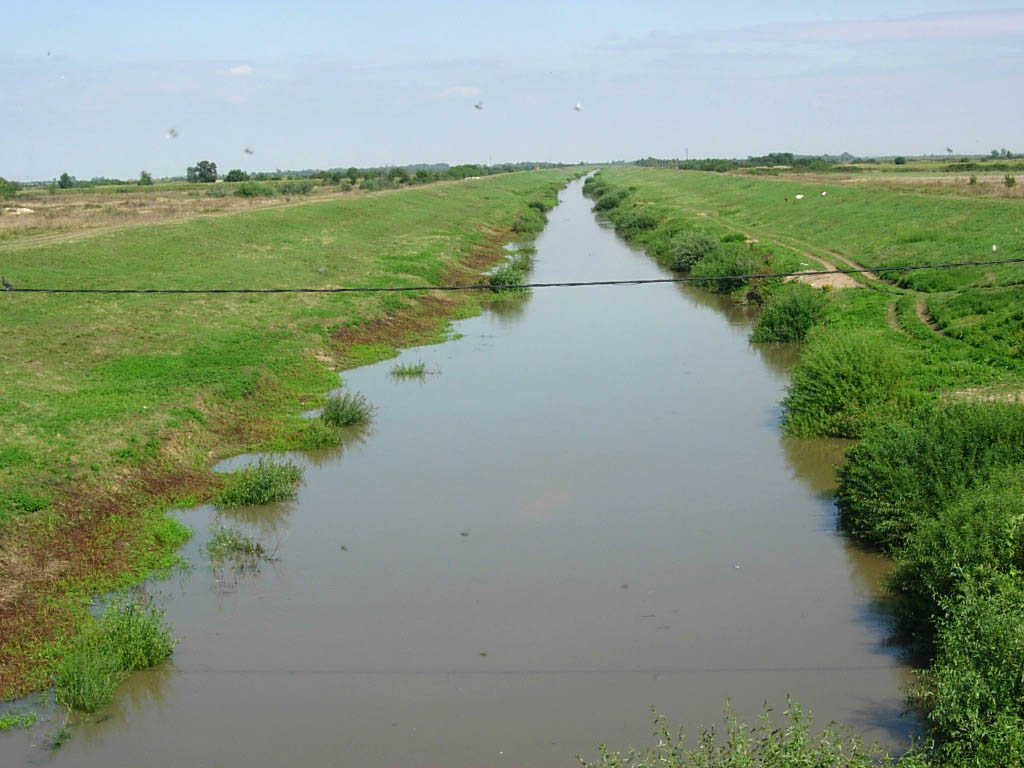
Die Bârzava in der Nähe des Dorfes Konak in Serbien

Die Bârzava entspringt im Semenic-Gebirge und durchquert das Anina-Gebirge im Norden. Ihre wichtigsten Nebenflüsse sind die Flüsse Valiug, Crainic, Râul Alb, Secu, Valea Mare und Doman.
Auf seinem oberen Lauf sind die Stauseen Văliug, Gozna und Secu anzutreffen.

### Hydrotechnik auf der Bârzava
Die ersten Vorbereitungen zum Bau einer Holzschwemmanlage auf der Bârzava wurden bereits 1783 unternommen. Die Arbeiten begannen mit dem Errichten von Dämmen, Rechen, Stauseen, bevor man 1785 mit dem eigentlichen Holzschwemmen begann. Zum Ausheben der Holzstämme aus dem Wasser wurden in Reșița, Câlnic und Bocșa drei Rechen gebaut. Um den Wasserpegel der Bârzava für das Holzschwemmen regeln zu können, wurde 1864 der Staudamm „Klauss“ bei Văliug errichtet. Der Damm, der aus geschnitzten Tannenstämmen bestand, und mit Stein gefüllt war, hatte eine maximale Höhe von 11,5 Metern und war 76 Meter lang. 1894 wurde der Staudamm „Klauss“ repariert und vergrößert. Mit einer Höhe von 14 Metern, hatte der Stausee nun eine Fläche von 5 Hektar und ein Volumen von 250.000 Kubikmetern. Die Staumauer wurde nun aus gestampfter Erde kombiniert mit steingefüllten Kisten errichtet. In dieser Form funktionierte er bis 1917.
Der Stausee Văliug wurde im Jahr 1909 gebaut. Er hat eine Fläche von 12,6 Hektar und ein Fassungsvermögen von 1.130.000 Kubikmetern Wasser. Der Stausee Văliug ist 25 Meter tief und wurde zur Wasserversorgung und zur Stromversorgung errichtet. Er ist ein ausgezeichneter Badesee.
Der Stausee Secu befindet sich talabwärts des Stausees Văliug und hat eine Ausdehnung von 105,67 Hektar. Er wurde zur Wasserversorgung aber auch zum Schutz gegen Überschwemmungen gebaut.
Der Stausee Gozna wurde talaufwärts des Stausees Văliug errichtet und hat eine Fläche von 66,2 Hektar. Er ist zum Fischen von Forellen hervorragend geeignet.